# Nårup
Nårup is een plaats in de Deense regio Zuid-Denemarken, gemeente Assens. De plaats telt 211 inwoners (2020). Nårup ligt aan de voormalige spoorlijn Tommerup - Assens. Het stationsgebouw is bewaard gebleven.